# CONSORT
CONSORT（Consolidated Standards of Reporting Trials、ランダム化比較試験報告の統合基準）は、ランダム化比較試験（RCT）の報告の質を向上させることを目的としたガイドラインである。この基準は、CONSORTグループによって開発された一連のイニシアチブから構成されており、不十分な報告に起因する誤解や研究の再現性低下といった問題の軽減を目指している。
CONSORTは、研究報告の透明性と正確性を高めることを目的とした、より広範な国際的取り組みであるEQUATORネットワークの一部として位置づけられている。

## CONSORT
CONSORTグループの主要な成果物は、CONSORT声明である。CONSORTは、ランダム化比較試験（RCT）の報告における、エビデンスに基づく最小限の推奨事項を提示するガイドラインであり、著者が研究結果を体系的かつ透明に報告するための標準的枠組みを提供する。これにより、報告の完全性と透明性が促進され、バイアスの影響が軽減されるとともに、研究成果の批判的吟味と解釈が容易になることを目的としている。
最新版であるCONSORT 2010は、25項目からなるチェックリストと参加者の流れを示すフローチャート、ならびにそれらに関する簡潔な解説文で構成されている。チェックリストは、試験の設計・解析・解釈に関する報告事項に焦点を当てており、フローチャートは研究参加者の流れを視覚的に表現するものである。この文書は多数の言語に翻訳されている。
CONSORTには補足文書として「説明と詳細（Explanation and Elaboration）」があり、各チェックリスト項目の背景にある原則を解説し、具体的な例とともに提示している。この補足文書の併用が強く推奨されている。
CONSORTは「進化する文書」として位置付けられており、エビデンスの蓄積に応じて定期的に改訂されている。現行の最新版は2010年3月に公表されたものであり、追加の拡張版や最新情報は公式ウェブサイトで提供されている。

### 拡張版
CONSORT声明の基本構造は、標準的な2群並行デザインのランダム化比較試験に基づいている。これに加えて、さまざまな試験設計や研究要素に対応するため、CONSORT拡張版（CONSORT extensions）が開発されている。
これらの拡張版は、特定の試験デザイン（例：クラスターランダム化試験、非劣性・同等性試験、実用的臨床試験）における報告の向上を目的としており、また、特定のデータ型（例：有害事象の報告、アブストラクトの記述）、アウトカムの種類、および多様な介入方法（例：ハーブ療法、非薬物療法、鍼治療）に関しても追加の指針を提供している。
CONSORTを補完する関連ガイドラインも策定されており、例えば、介入内容を詳細に記述するためのTIDieR（Template for Intervention Description and Replication）や、プラセボや偽治療に関する記述を標準化するTIDieR-Placeboなどがある。これらの取り組みは継続的に拡充されており、今後も新たな拡張や補足が開発される予定である。

## 歴史
1993年、医学雑誌の編集者、臨床試験の実施者、疫学者、研究方法論の専門家など約30名がカナダ・オタワに集まり、ランダム化比較試験（RCT）の報告の質を向上させるための方策について議論を行った。この会合の成果として、Standardized Reporting of Trials（SORT）が策定され、32項目のチェックリストと参加者の流れを示すフローチャートが含まれていた。
同時期、アメリカ合衆国カリフォルニア州では、「バイオメディカル文献における臨床試験の報告に関するアシルマール作業部会」が類似の課題に取り組んでおり、ランダム化比較試験の報告に関する別の指針を発表していた。
1995年、JAMA（ジャーナル・オブ・ジ・アメリカン・メディカル・アソシエーション）の副編集長であったドラモンド・レニーの提案に基づき、両グループの代表者がシカゴに集まり、SORTとアシルマール案の統合を図る会議が開催された。この協議により、1996年に最初のCONSORT（Consolidated Standards of Reporting Trials）声明が公表された。
その後、1999年および2000年に開催された追加会議を経て、2001年に改訂版CONSORTが発表された。2001年以降、RCTの報告に関するエビデンスが蓄積され、新たな課題も明らかになったことから、2007年には第3回CONSORT会議が開催され、これに基づいてCONSORT 2010とその詳細な解説文書（Explanation and Elaboration）が公表された。
CONSORTグループは、臨床試験の報告を作成または解釈する際には、常に最新のCONSORTバージョンを参照することを推奨している。

## 影響と普及
1996年の初版発表以来、CONSORT声明は国際的に広く支持されており、現在では600を超える学術誌および編集者グループがこのガイドラインを支持している。その中には、『ランセット』、『ブリティッシュ・メディカル・ジャーナル(BMJ)』、『ジャーナル・オブ・ジ・アメリカン・メディカル・アソシエーション(JAMA)』、『ニューイングランド・ジャーナル・オブ・メディシン(NEJM)』、国際医学雑誌編集者委員会（ICMJE）、世界医学編集者協会（WAME）などが含まれる。
2001年の改訂版CONSORTは、1,200回以上文献で引用されており、付随する「説明と詳細」文書も500回以上引用されている。また、CONSORT公式ウェブサイトには月間約17,500件のアクセスがあり、研究者・編集者による関心の高さがうかがえる。CONSORTは書籍としても出版されており、臨床試験の計画、実施、解析および報告に携わる実務者向けの資料として利用されている。
2006年に公表された系統的レビューでは、CONSORTチェックリストの使用が、ランダム化比較試験の報告の質の改善と関連していることが示唆されている。
CONSORTの普及と成功を受けて、他の研究デザインに対する報告ガイドラインも開発されている。例として、観察研究の報告を改善するためのSTROBE（Strengthening the Reporting of Observational Studies in Epidemiology）、診断精度研究のためのSTARD（Standards for Reporting Diagnostic Accuracy Studies）、遺伝学的関連研究のためのSTREGA（Strengthening the Reporting of Genetic Association Studies）、系統的レビューとメタアナリシスの報告を対象としたPRISMA（Preferred Reporting Items for Systematic Reviews and Meta-Analyses）、予後・診断モデルの透明性を高めるTRIPODおよびそのAI拡張版TRIPOD+AI、および医療改善研究における報告基準であるSQUIRE（Standards for Quality Improvement Reporting Excellence）などが挙げられる。
これらのガイドラインは、報告の透明性と正確性の向上を目的としたEQUATORネットワークの国際的取り組みの一環として策定・普及されている。